# Natação no Campeonato Europeu de Esportes Aquáticos de 2012 - 400 m medley masculino
A prova dos 400 metros medley masculino da natação no Campeonato Europeu de Esportes Aquáticos de 2012 ocorreu no dia 27 de maio em Debrecen na Hungria. 

## Calendário
| Fase          | Data       | Hora  |
| ------------- | ---------- | ----- |
| Eliminatórias | 27 de maio | 09:54 |
| Final         | 27 de maio | 17:32 |

Todos os horários estão no horário local (UTC+1)

## Recordes
Antes desta competição, os recordes eram os seguintes:
| Recorde mundial       | Michael Phelps | 4:03.84 | Pequim    | 10 de agosto de 2008 |
| Recorde europeu       | László Cseh    | 4:06.16 | Pequim    | 10 de agosto de 2008 |
| Recorde do campeonato | László Cseh    | 4:09.59 | Eindhoven | 24 de março de 2008  |

## Medalhistas
| Ouro              | Prata                 | Bronze                   |
| László Cseh (HUN) | Dávid Verrasztó (HUN) | Ioannis Drymonakos (GRE) |

## Resultados

### Eliminatórias
Esses foram os resultados das eliminatórias. 
| Pos. | Bateria | Raia | Nadador                | Nacionalidade | Tempo   | Notas |
| ---- | ------- | ---- | ---------------------- | ------------- | ------- | ----- |
| 1    | 4       | 4    | László Cseh            | Hungria       | 4:16.14 | Q     |
| 2    | 4       | 6    | Gal Nevo               | Israel        | 4:16.55 | Q     |
| 3    | 4       | 3    | Luca Marin             | Itália        | 4:16.81 | Q     |
| 4    | 3       | 4    | Dávid Verrasztó        | Hungria       | 4:17.01 | Q     |
| 5    | 2       | 5    | Maxym Shemberyev       | Ucrânia       | 4:17.86 | Q     |
| 6    | 4       | 7    | Ward Bauwens           | Bélgica       | 4:18.24 | Q     |
| 7    | 2       | 8    | Lukasz Wojt            | Polónia       | 4:18.55 | Q     |
| 8    | 3       | 5    | Ioannis Drymonakos     | Grécia        | 4:18.77 | Q     |
| 9    | 3       | 7    | Alexis Manacas Santos  | Portugal      | 4:20.01 |       |
| 10   | 2       | 4    | Yannick Lebherz        | Alemanha      | 4:20.34 |       |
| 11   | 4       | 1    | Yury Suvorau           | Bielorrússia  | 4:21.35 |       |
| 12   | 2       | 2    | Jan David Schepers     | Alemanha      | 4:21.70 |       |
| 13   | 2       | 3    | Dinko Jukić            | Áustria       | 4:21.89 |       |
| 14   | 3       | 6    | Diogo Carvalho         | Portugal      | 4:22.19 |       |
| 15   | 4       | 5    | Federico Turrini       | Itália        | 4:22.21 |       |
| 16   | 4       | 2    | Eduardo Solaeche Gomez | Espanha       | 4:22.91 |       |
| 17   | 1       | 4    | Ivan Trofimov          | Rússia        | 4:23.75 |       |
| 18   | 2       | 7    | Dmitry Gorbunov        | Rússia        | 4:24.07 |       |
| 19   | 3       | 1    | Jakub Maly             | Áustria       | 4:24.24 |       |
| 20   | 2       | 1    | Dominik Dür            | Áustria       | 4:24.73 |       |
| 21   | 3       | 3    | Gergely Gyurta         | Hungria       | 4:24.83 |       |
| 22   | 3       | 2    | Tim Walburger          | Alemanha      | 4:26.20 |       |
| 23   | 4       | 8    | Anton Sveinn McKee     | Islândia      | 4:26.46 |       |
| 24   | 1       | 1    | Jan Karel Petric       | Eslovênia     | 4:28.18 |       |
| 25   | 1       | 7    | Irakli Bolkvadze       | Geórgia       | 4:29.25 |       |
| 26   | 1       | 5    | Nikša Roki             | Croácia       | 4:29.85 |       |
| 27   | 2       | 6    | Raphael Stacchiotti    | Luxemburgo    | 4:31.04 |       |
| 28   | 1       | 6    | Pavol Jelenak          | Eslováquia    | 4:32.51 |       |
| 29   | 1       | 3    | Peter Gutyan           | Eslováquia    | 4:33.49 |       |
| 30   | 3       | 8    | Tal Hanani             | Israel        | 4:36.12 |       |
| 31   | 1       | 2    | Rok Resman             | Eslovênia     | DSQ     |       |

### Final
Esse foi o resultado da final. 
| Pos.              | Raia | Nadador            | Nacionalidade | Tempo   | Notas            |
| ----------------- | ---- | ------------------ | ------------- | ------- | ---------------- |
| Medalha de ouro   | 4    | László Cseh        | Hungria       | 4:12.17 |                  |
| Medalha de prata  | 6    | Dávid Verrasztó    | Hungria       | 4:14.23 |                  |
| Medalha de bronze | 8    | Ioannis Drymonakos | Grécia        | 4:14.41 | Recorde nacional |
| 4                 | 5    | Gal Nevo           | Israel        | 4:16.14 |                  |
| 5                 | 3    | Luca Marin         | Itália        | 4:16.46 |                  |
| 6                 | 1    | Lukasz Wojt        | Polónia       | 4:17.36 |                  |
| 7                 | 7    | Ward Bauwens       | Bélgica       | 4:18.47 |                  |
| 8                 | 2    | Maxym Shemberyev   | Ucrânia       | 4:19.24 |                  |

Legenda
| Recorde mundial       | Recorde mundial (World record)               |                       | Recorde africano                      | Recorde africano (African) |                                           | Q | Classificado por posição (Qualified) |
| Recorde do campeonato | Recorde do campeonato (Championship record)  | Recorde da América    | Recorde da América (Americas)         | q                          | Classificado por melhor tempo (Qualified) |   |                                      |
| Melhor marca do ano   | Melhor marca do ano (World leading)          | Recorde asiático      | Recorde asiático (Asian)              | DNS                        | Não largou (Did not start)                |   |                                      |
| Recorde nacional      | Recorde nacional (National record)           | Recorde europeu       | Recorde europeu (European)            | DNF                        | Não terminou (Did not finish)             |   |                                      |
| Recorde pessoal       | Recorde pessoal do atleta (Personal best)    | Recorde da Oceania    | Recorde da Oceania (Oceania)          | DSQ / DQ                   | Desclassificado (Disqualified)            |   |                                      |
| Recorde da temporada  | Recorde da temporada do atleta (Season best) | Recorde sul-americano | Recorde sul-americano (South America) | NM                         | Sem marca (No mark)                       |   |                                      |